# Dagon
Dagon var oprindeligt en frugtbarhedsgud, men blev af hebræerne gjort til gud for fisk/fiskeri. Han blev tilbedt af de første amoritter og beboerne i Ebla og Ugarit. Han var ligeledes en af de vigtigste, måske ligefrem leder af, det panteon, der blev tilbedt af filistrene, der kendes fra Bibelen.
Det fortælles i Bibelen at Dagons tempel i Gaza blev revet ned af Samson, og at templet i Ashdod blev sat i brand af Jonathan Makkabæeren.